# Axel Alfredsson
Axel Alfredsson   (Helsingborg, 2 de maig de 1902 - Nacka, 9 d'agost de 1966) fou un futbolista suec, que jugava de defensa, que va competir durant la dècada de 1920 i 1930.
El 1924 va prendre part en els Jocs Olímpics de París, on guanyà la medalla de bronze en la competició de futbol.
Pel que fa a clubs, defensà els colors del Helsingborgs IF (1920 a 1929) i AIK Solna (1929 a 1936), amb qui guanyà la lliga sueca de 1931-32. Amb la selecció nacional jugà 31 partits, en què no marcà cap gol.